# 1-penteno
El 1-penteno es un alqueno con fórmula molecular C5H10.